# Opisthoxia lineata
Opisthoxia lineata là một loài bướm đêm trong họ Geometridae.